# Гирин (Егорлыкский район)
Ги́рин — хутор в Егорлыкском районе Ростовской области.
Входит в состав Ильинского сельского поселения.

## География
Хутор расположен на территории водосборного бассейна реки Егорлычёк.

## Население
| 1989 | 2002 | 2010 |
| ---- | ---- | ---- |
| 92   | ↗182 | ↘98  |

## Улицы
На хуторе имеется одна улица: Медовая.